# Mô hình Chuẩn
Mô hình Chuẩn của vật lý hạt là một thuyết bàn về các tương tác hạt nhân mạnh, yếu, và điện từ cũng như xác định tất cả những hạt hạ nguyên tử đã biết. Được phát triển vào những năm đầu của thập niên 1970, Mô hình Chuẩn là một phần của lý thuyết trường lượng tử, một lý thuyết đã kết hợp cơ học lượng tử với thuyết tương đối hẹp. Ngày nay, hầu hết các thí nghiệm kiểm chứng về 3 lực miêu tả bởi Mô hình Chuẩn đều đúng như những dự đoán của thuyết này. Tuy nhiên, Mô hình Chuẩn vẫn chưa là một thuyết thống nhất các lực tự nhiên một cách hoàn toàn, do sự vắng mặt của lực hấp dẫn.
Mô hình Chuẩn chứa cả hai loại hạt cơ bản là fermion và boson. Fermion là những hạt có spin bán nguyên và tuân thủ theo nguyên lý loại trừ của Wolfgang Pauli, nguyên lý cho rằng không có hai fermion nào có cùng trạng thái lượng tử với nhau. Các hạt boson có spin nguyên và không tuân theo nguyên lý Pauli. Khái quát hóa, fermion là những hạt vật chất còn boson là những hạt truyền tương tác.
Trong Mô hình Chuẩn, thuyết điện từ - yếu (bao gồm cả tương tác yếu lẫn lực điện từ) được kết hợp với thuyết sắc động lực học lượng tử. Tất cả những thuyết này đều là lý thuyết gauge, có nghĩa là chúng mô hình hóa các lực giữa các fermion bằng cách tạo ra các boson, có tác dụng như các thành phần trung gian. Hệ Lagrangian của mỗi tập hợp hạt boson trung gian không thay đổi dưới một dạng biến đối gọi là biến đổi gauge, vì thế các boson này còn được gọi là gauge boson. Các boson trong Mô hình Chuẩn là:
- Photon, hạt trung gian trong tương tác điện từ.
- W và Z boson, hạt trung gian trong lực hạt nhân yếu.
- 8 gluon, hạt truyền trung gian trong lực hạt nhân mạnh. 6 trong số các gluon được đánh dấu bằng các cặp "màu" và "đối màu" (ví dụ như một hạt gluon mang màu "đỏ" và "đối đỏ"), 2 gluon còn lại là cặp màu được "pha trộn" phức tạp hơn.
- Higgs boson, hạt gây ra bất đối xứng trong các nhóm gauge, và cũng là loại hạt tạo ra khối lượng quán tính.

Biến đổi gauge của các gauge boson có thể được miêu tả bởi một nhóm unita, gọi là nhóm gauge. Nhóm gauge của tương tác mạnh là SU(3), nhóm gauge của tương tác yếu là SU(2)xU(1). Vì vậy, Mô hình Chuẩn thường được gọi là SU(3)xSU(2)xU(1). Higg boson là boson duy nhất không thuộc gauge boson, các tính chất của boson này vẫn còn được bàn cãi. Graviton là boson được cho là hạt truyền tương tác của tương tác hấp dẫn, nhưng không được nhắc đến trong Mô hình Chuẩn.
Có 12 dạng fermion khác nhau trong Mô hình Chuẩn. Cùng với các hạt proton, neutron và electron, những fermion cấu thành nền phần lớn các vật chất. Mô hình Chuẩn xác định mỗi electron là hạt cơ bản; proton và neutron là hạt tổ hợp, được tạo bởi các hạt nhỏ hơn có tên gọi là quark. Các hạt quark dính với nhau bởi tương tác mạnh. Các hạt fermion cơ bản được nhắc đến trong Mô hình Chuẩn là:
| Fermion                | Ký hiệu         | Điện tích       | Tích yếu*       | Spin đồng vị yếu | Siêu tích điện  | Màu tích*                  | Khối lượng**    |
| Thế hệ thứ nhất        | Thế hệ thứ nhất | Thế hệ thứ nhất | Thế hệ thứ nhất | Thế hệ thứ nhất  | Thế hệ thứ nhất | Thế hệ thứ nhất            | Thế hệ thứ nhất |
| ---------------------- | --------------- | --------------- | --------------- | ---------------- | --------------- | -------------------------- | --------------- |
| Electron               | e⁻ , β⁻         | -1              | 2               | -1/2             | -1/2            | 1                          | 0.511 MeV       |
| Neutrino electron      | ν e             | 0               | 2               | +1/2             | -1/2            | 1                          | < 50 eV         |
| Positron               | e+ , β+         | 1               | 1               | 0                | 1               | 1                          | 0.511 MeV       |
| Phản neutrino electron | ν e             | 0               | 1               | 0                | 0               | 1                          | < 50 eV         |
| Quark lên              | t               | +2/3            | 2               | +1/2             | +1/6            | 3                          | ~5 MeV ***      |
| Quark xuống            | d               | -1/3            | 2               | -1/2             | +1/6            | 3                          | ~10 MeV ***     |
| Phản quark lên         | t               | -2/3            | 1               | 0                | -2/3            | {\displaystyle {\bar {3}}} | ~5 MeV ***      |
| Phản quark xuống       | d               | +1/3            | 1               | 0                | +1/3            | {\displaystyle {\bar {3}}} | ~10 MeV ***     |
| Thế hệ thứ hai         |                 |                 |                 |                  |                 |                            |                 |
| Muon                   | μ⁻              | -1              | 2               | -1/2             | -1/2            | 1                          | 105.6 MeV       |
| Neutrino muon          | ν μ             | 0               | 2               | +1/2             | -1/2            | 1                          | < 0.5 MeV       |
| Phản muon              | μ+              | 1               | 1               | 0                | 1               | 1                          | 105.6 MeV       |
| Phản neutrino muon     | ν μ             | 0               | 1               | 0                | 0               | 1                          | < 0.5 MeV       |
| Quark duyên            | c               | +2/3            | 2               | +1/2             | +1/6            | 3                          | ~1.5 GeV        |
| Quark lạ               | s               | -1/3            | 2               | -1/2             | +1/6            | 3                          | ~100 MeV        |
| Phản quark duyên       | c               | -2/3            | 1               | 0                | -2/3            | {\displaystyle {\bar {3}}} | ~1.5 GeV        |
| Phản quark lạ          | s               | +1/3            | 1               | 0                | +1/3            | {\displaystyle {\bar {3}}} | ~100 MeV        |
| Thế hệ thứ 3           |                 |                 |                 |                  |                 |                            |                 |
| Tau                    | τ⁻              | -1              | 2               | -1/2             | -1/2            | 1                          | 1.784 GeV       |
| Neutrino tau           | ν τ             | 0               | 2               | +1/2             | -1/2            | 1                          | < 70 MeV        |
| Phản tau               | τ+              | 1               | 1               | 0                | 1               | 1                          | 1.784 GeV       |
| Phản neutrino tau      | ν τ             | 0               | 1               | 0                | 0               | 1                          | < 70 MeV        |
| Quark đỉnh             | t               | +2/3            | 2               | +1/2             | +1/6            | 3                          | 178 GeV         |
| Quark đáy              | b               | -1/3            | 2               | -1/2             | +1/6            | 3                          | ~4.7 GeV        |
| Phản quark đỉnh        | t               | -2/3            | 1               | 0                | -2/3            | {\displaystyle {\bar {3}}} | 178 GeV         |
| Phản quark đáy         | b               | +1/3            | 1               | 0                | +1/3            | {\displaystyle {\bar {3}}} | ~4.7 GeV        |

Các fermion có thể được sắp xếp trong 3 lớp, lớp thứ nhất có chứa electron, quark lên (up), quark xuống (down) và neutrino electron. Tất cả các vật chất nguyên sinh được tạo bởi nhóm hạt ở lớp đầu tiên; các hạt ở lớp cao hơn phân rã nhanh chóng xuống lớp thứ nhất và chỉ có thể được tổng hợp trong một thời gian thực ngắn, thông qua các thí nghiệm năng lượng cao. Lý do để sắp xếp các fermion vào các lớp khác nhau mặc dù các đặc điểm của chúng gần giống nhau, ví dụ như electron và muon cùng có spin bán nguyên và có cùng điện tích electron, là do khối lượng của muon lớp gấp 200 lần khối lượng của electron và, do đó, chúng được sắp xếp vào các lớp riêng biệt.

## Lịch sử
Mô hình Chuẩn được phát triển vào nửa cuối thế kỷ 20, và mô hình này là kết quả của sự công tác giữa nhiều nhà khoa học trên toàn cầu. Bước ban đầu đến Mô hình Chuẩn là Glashow tìm ra một cách mà kết hợp tương tác điện từ và yếu vào năm 1960. Năm 1967, Weinberg và Salam thêm cơ chế Higgs vào lý thuyết điện yếu của Glashow. Kết quả là lý thuyết điện yếu hiện đại.
Sau sự khám phá của dòng trung hoà của boson Z tại CERN năm 1973 lý thuyết điện từ được thừa nhận và Glashow, Salam và Weinberg cùng nhau chia giải Nobel vật lý năm 1979 vì việc tìm ra của lý thuyết này. Các hạt boson W và Z được thí nghiệm quan sát lần đầu tiên vào năm 1981 và khối lượng của chúng như lý thuyết điện yếu dự đoán.
Lý thuyết của tương tác mạnh có nhiều người đóng góp. Khoảng chừng vào năm 1973–1974 thực nghiệm xác nhận rằng hạt quark là thành phần của hạt hadron, và lý thuyết của tương tác mạnh có dạng hiện đại kể từ lúc ấy.
Kể từ lúc ấy các thực nghiệm tìm ra các hạt quark đáy (1977), quark đỉnh (1995), và neutrino tau (2000), để Mô hình Chuẩn thừa nhận hơn nữa. Gần đây hơn hạt Higgs, hạt cuối cùng mà Mô hình Chuẩn dự đoán cần tồn tại cũng đã được tìm ra (2011–2012) trong các thí nghiệm trên máy gia tốc lớn (LHC) của CERN và đã được chính thức xác nhận (2013).

## Các hạt của Mô hình Chuẩn
Trong Mô hình Chuẩn có 61 hạt sơ cấp.
|         | Loại    | Thế hệ  | Phản hạt | Màu     | Tổng số |
| Quark   | 2       | 3       | Đôi      | 3       | 36      |
| Lepton  | 2       | 3       | Đôi      | Không   | 12      |
| Gluon   | 1       | 1       | Mình     | 8       | 8       |
| W       | 1       | 1       | Đôi      | Không   | 2       |
| Z       | 1       | 1       | Mình     | Không   | 1       |
| Photon  | 1       | 1       | Mình     | Không   | 1       |
| Higgs   | 1       | 1       | Mình     | Không   | 1       |
| Tổng số | Tổng số | Tổng số | Tổng số  | Tổng số | 61      |

### Fermion

Cấu trúc của spin đồng vị yếu T_{3}, siêu tích yếu Y_{W}, và màu tích của mọi hạt sơ cấp mà người ta biết về, quay theo góc pha trộn yếu để cho xem điện tích Q khoảng chừng qua trục đứng. Trường trung hoà Higgs (hình vuông màu xám) phá vớ đối xứng điện yếu và tương tác với hạt khác và cho chúng khối lượng.

Có 12 hạt sơ cấp với spin ½ (được gọi là fermion) trong Mô hình Chuẩn. Theo định lý spin-thống kê các hạt fermion tuân theo nguyên lý loại trừ Pauli. Từng hạt fermion có phản hạt của mình.
Có thể phân loại các hạt của Mô hình Chuẩn theo cách tương tác của chúng (có nghĩa là theo chúng nó có loại điện tích nào, như màu tích hay siêu tích yếu). Có sau hương quark (lên (u), xuống (d), duyên (c), lạ (s), đỉnh (t), và đáy (b)), và sáu loại lepton (electron, neutrino electron, muyon, neutrino muyon, tauon, và neutrino tauon). Một đôi của từng hai loại chung với nhau là một thế hệ, và hạt tương ứng với nhau có hoạt động một cách tương tự.
Đặc tính định nghĩa của hạt quark là chúng nó có màu tích, nên tương tác theo tương tác mạnh. Do một hiệu ứng gọi là sự giam hãm màu, các hạt quark luôn (hay ít nhất kể từ ngay sau vụ nổ lớn) dính lại với nhau, và chúng nó cấu thành hạt tổ hợp có màu tích trung hoà (hạt hadron) chứa hay là một hạt quark và một hạt phản quark (cấu thành một hạt meson), hay là ba hạt quark (hạt baryon). Hạt proton và neutron quen thuộc là hai hạt baryon có khối lượng thấp nhất. Các hạt quark cũng có điện tích và spin đồng vị yếu, để chúng nó tương tác với hạt fermion khác theo hai đều tương tác điện từ và tương tác yếu.
Sau hạt fermion ở lại không có màu tích và chúng nó được gọi là lepton. Ba hạt neutrino cũng không có điện tích, nên chỉ có tương tác yếu ảnh hưởng sự vận động của chúng nó, để các hạt ấy rất khó mà phát hiện. Mặt khác, nhờ điện tích của mình, các hạt electron, muyon, và tauon đều có tương tác điện từ.
Từng thành viên của một thế hệ có khối lượng cao hơn hạt tương ứng của thế hệ dưới. Các hạt có điện tích trong thế hệ đầu tiên không phân rã, nên cả vật chất thường làm bằng hạt này. Nói cụ thể, mọi nguyên tử gồm các hạt electron quay trên quỹ đạo xung quanh hạt nhân, cuối cùng làm bằng quark lên và xuống. Mặt khác, mọi hạt có điện tích của thế hệ thứ hai và ba phân rã với chu kỳ bán rã rất ngắn, và chỉ có thể phát hiện chúng trong môi trường năng lượng rất cao. Các hạt neutrino của mọi thế hệ cũng không phân rã, và chúng nó tràn ngập toàn vũ trụ, dù chúng rất ít khi tương tác với vật chất làm bằng hạt baryon.

### Boson chuẩn

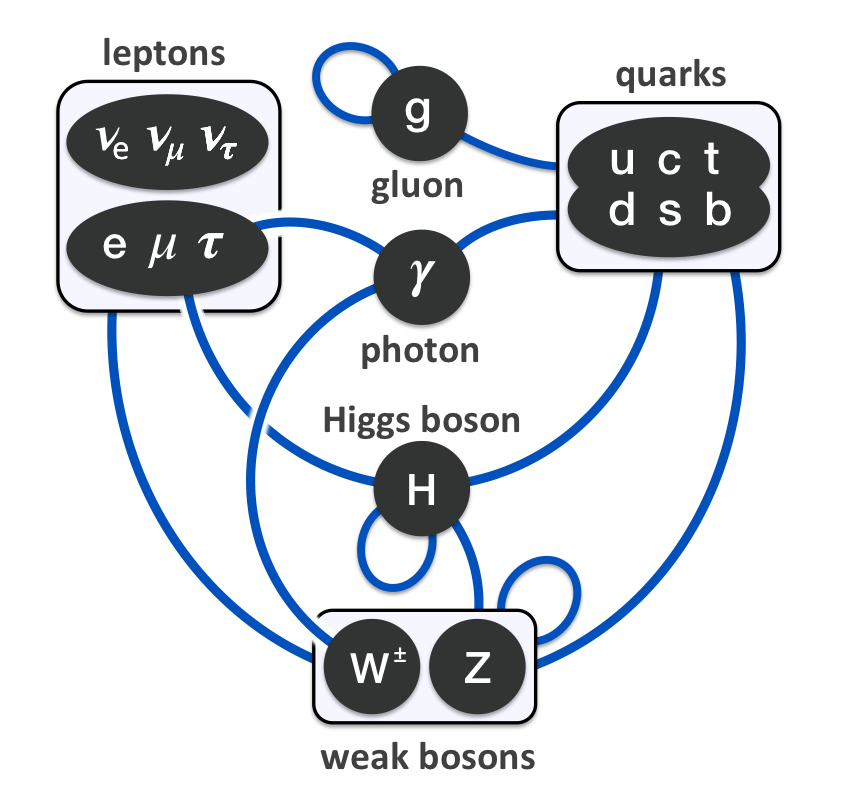
Sơ đồ tương tác giữa các hạt trong Mô hình Chuẩn.

Trong Mô hình Chuẩn, các hạt boson chuẩn bao gồm những hạt truyền tải ba tương tác cơ bản: lực hạt nhân mạnh, lực hạt nhân yếu, và lực điền từ.
Trong vật lý, tương tác là cách hạt này ảnh hưởng hạt kia. Ở thang vĩ mô, lực điện từ để cho hạt tương tác với nhau qua trường điện và từ, còn lực hấp dẫn để cho hạt có khối lượng tương tác với nhau theo thuyết tương đối rộng của Einstein. Mô hình Chuẩn giải thích lực này nổi lên là vì hạt vật chất trao đổi hạt khác, và hạt khác ấy mệnh danh hạt truyền tải lực. Lúc nào một hạt truyền tải lực như thế bị trao đổi giữa hai hạt vật chất thì ở thang vĩ mô kết quả tương đương với một lực ảnh hưởng hai hạt vật chất này, nên ta nói rằng hạt ấy đã truyền tải lực này. Phép tính bằng giản đồ Feynman (đó là hình biểu diễn một cách đồ hoạ những số hạng trong chuỗi nhiễu loạn) dùng hạt truyền tải lực, còn nếu dùng phép tính này để phân tích số liệu thực nghiệm về tán xạ năng lượng cao thì phép tính và số liệu phù hợp với nhau. Tuy nhiên, lý thuyết nhiễu loạn (và khái niệm hạt truyền tải lực) thất bại trong tình hình khác, như sắc động lực học lượng tử năng lượng thấp, những trạng thái liên kết, và các soliton.
Mọi hạt boson chuẩn của Mô hình Chuẩn có spin bằng 1, nên vì vậy thuộc loại hạt boson. Hiệu quả là hạt boson chuẩn không tuân thủ nguyên lý loại trừ Pauli như hạt fermion. Theo đó những hạt boson (như photon) không có giới hạn lý thuyết trên mật độ không gian (số mỗi đơn vị thể tích) của hạt này. Mô hình Chuẩn gồm ba loại boson chuẩn là như sau:
- Photon truyền tải lực điện từ giữa những hạt có điện tích. Hạt photon không có khối lượng và nó do lý thuyết điện động lực học lượng tử mô tả một cách khá tốt.
- Boson chuẩn W+, W-, Z0 truyền tải tương tác yếu giữa những hạt có hương khác biệt (mọi hạt quark và lepton). Hạt này có khối lượng, còn hạt Z có khối lượng cao hơn hai hạt W±. Tương tác yếu do hai hạt W± truyền tải chỉ ảnh hưởng hạt tay trái và phản hạt tay phải. Hơn nữa, hai hạt W± có điện tích +1 và −1 nên tương tác với lực điện từ. Hạt Z trung hoà điện tích tương tác với hai đều hạt và phản hạt tay phải. Ba hạt boson chuẩn cùng với photon làm một nhóm, truyền tải tương tác điện yếu.
- Tám hạt gluon truyền tải tương tác mạnh giữa những hạt có sắc tích (hạt quark). Hạt gluon không có khối lượng. Tám hạt này có thể được nhãn bằng sự phối hợp sắc—phản sắc (như đỏ—phản lam).[nb 1] Vì hạt gluon cũng có sắc tích nên họ cũng tương tác giữa nhau. Hạt gluon và tương tác giữa họ do thuyết sắc động lực học lượng tử mô tả.

Mọi tương tác giữa những hạt trong Mô hình Chuẩn được tóm tắt trong biểu đồ bên phải.

### Boson Higgs
Hạt Higgs là hạt cơ bản vô hướng có khối lượng do Robert Brout, François Englert, Peter Higgs, Gerald Guralnik, C. R. Hagen, và Tom Kibble giả thiết cần phải tồn tại năm 1964, và hạt này là viên gạch cốt lõi của Mô hình Chuẩn. Hạt này không có spin nội tại, và vì vậy được phân loại là hạt boson (như những boson chuẩn mà có spin nguyên).
Boson Higgs đóng vai trò độc đáo trong Mô hình Chuẩn vì giải thích vì sao những hạt cơ bản khác, ngoại trừ photon và gluon, có khối lượng. Đặc biệt, boson Higgs giải thích vì sao photon không có khối lượng mà boson W và Z có khối lượng cao. Những khối lượng của các hạt cơ bản và sự khác biệt giữa tương tác điện từ (do photon truyền tải) và tương tác yếu (do boson W và Z truyền tải) rất quan trọng trong nhiều khía cạnh của cầu trúc vật chất vi mô (và vì vậy của vật chất vĩ mô). Trong lý tuyết điện yếu, boson Higgs mang khối lượng cho những hạt lepton (electron, muyon, tauon) và quark. Vì boson Higgs cũng có khối lượng nên hạt này cần phải tương tác với riêng mình.
Boson Higgs có khối lượng rất cao và luôn phân rã ngay sau được tạo ra, nên chỉ có máy gia tốc hạt năng lượng rất cao mới có thể khám phá ra nó. Đầu năm 2010, thí nghiệm để xác nhận sự tồn tại và để nghiên cứu tính chất của hạt Higgs bắt đầu tại CERN bằng Máy gia tốc hạt lớn (hay LHC), và một thí nghiệm tương tự cũng được thực hiện tại Tevatron của Fermilab cho đến khi phòng thí nghiệm này đóng cửa cuối năm 2011. Ngày 4 tháng 7 năm 2012, hai thí nghiệm chính tại LHC (ATLAS và CMS) đều báo cáo một cách độc lập rằng họ tìm thấy hạt mới lạ có khối lượng khoảng chừng 125 GeV/c2 (là khoảng chừng 133 lần khối lượng của proton, cường độ bằng 10−25 kg), "tương đồng với boson Higgs". Dù hạt mới lạ này có nhiều đặc tính giống như Higgs "đơn giản nhất" mà người ta tiên đoán, nhưng họ thừa nhận rằng công việc tiếp theo là cần thiết để kết luận rằng nó thật là boson Higgs, và để biết thực nghiệm ủng hộ loại hạt Higgs nào nhất.

## Kiểm tra và tiên đoán
Mô hình Chuẩn đã tiên đoán sự tồn tại của boson W, Z, gluon, quark đỉnh và duyên trược hạt này được quan sát. Đặc tính của họ theo tiên đoán được thực nghiệm xác nhận với sự chính xác cao. Để có thể hiểu biết về sự thành công của Mô hình Chuẩn, bảng này so sánh khối lượng của boson W và Z như được đo lường với giá trị do Mô hình Chuẩn tiên đoán:
| Đại lượng          | Đo lường (GeV)   | Theo Mô hình Chuẩn (GeV) |
| ------------------ | ---------------- | ------------------------ |
| Khối lượng boson W | 80.387 ± 0.019   | 80.390 ± 0.018           |
| Khối lượng boson Z | 91.1876 ± 0.0021 | 91.1874 ± 0.0021         |

Mô hình Chuẩn cũng tiên đoán về đặc tính của sự phân rã của boson Z, mà thực nghiệm tại Large Electron-Positron Collider tại CERN sau đó xác nhận.
Tháng 5 năm 2012, nhóm hợp tác BaBar báo cáo rằng số liệu vừa mới phân tích của họ gợi ý rằng Mô hình Chuẩn có thể có chỗ hỏng. Số liệu này chứng tỏ rằng một loại phân rã hạt đặc biệt có tên là "B → D(*) τ− ντ" xảy ra nhiều hơn sự tiên đoán của Mô hình Chuẩn. Trong loại phân rã này, một hạt có tên là meson B phân rã thành meson D, một hạt phản neutrino, và một lepton tau. Dù trình độ chắc chắn của số thừa (3,4 sigma) chưa đầy đủ để có thể cho rằng cần cải thiện Mô hình Chuẩn, nhưng số liệu là tín hiệu rằng đây có gì đó không hợp.
Ngày 13 tháng 12 năm 2012, nhà vật lý báo cáo về sự không thay đổi theo thời gian và không gian của hằng số vật lý cơ bản, ủng hộ Mô hình Chuẩn.

## Các thách thức
Mặc dầu Mô hình Chuẩn đã có một thành công rất lớn trong việc giải thích các kết quả của thực nghiệm, song nó vẫn chưa thể trở thành một thuyết hoàn chỉnh trong vật lý cơ bản. Đó là do 2 nguyên nhân:
- Mô hình này còn chứa 19 tham số tự do, như khối lượng của các hạt. Các tham số này không thể tính toán một cách độc lập
- Mô hình này không miêu tả tương tác hấp dẫn

Hiện tại, mô hình này đang gặp một thử thách không nhỏ, đó là nghi vấn về sự xuất hiện của các hằng số không bền, như c hay e, hay cả hằng số mạng tinh thể. Nếu như các định luật vật lý được chứng mình có vị trí phụ thuộc và có thể khác nhau ở các tọa độ đặc biệt trong không gian, điều đó có nghĩa là tất cả các thí nghiệm sử dụng để chứng minh cho Mô hình Chuẩn đều không hợp lệ.

## Cước chú
1. ↑  Kỳ thực thì có chín phối hợp như vậy. Tuy nhiên, một sự phối hợp đối xứng sắc trong đó là chồng chập của chín phối hợp này, nên chỉ còn lại tám cái.